# Rokozjusz
Rokozjusz, Roskosius (ur. ?, zm. 1398) – duchowny rzymskokatolicki, biskup kamieniecki.

## Życiorys
W 1378 papież Urban VI prekonizował go biskupem kamienieckim. Brak innych informacji o pontyfikacie tego biskupa.